# Юджийн Шумейкър
Юджийн Мърл Шумейкър (роден на 28-ми април 1928 – починал на 18-ти юли 1997) е американски геолог. Той, съпругата му Каролин Шумейкър и Дейвид Ливай заедно откриват кометата Шумейкър-Ливай 9, която се сблъсква с планетата Юпитер през юли 1994. Това събитие е излъчвано по телевизиите по целия свят. Шумейкър има заслуги и в изследването на земните кратери, като едновременно с Едуард Чао представя доказателства и заключения, че тяхното възникване е следствие от сблъсък. Също така, Шумейкър е основател и директор на Програмата на САЩ за геологически и астрогеологически изследвания.
През 1960 г. Шумейкър ръководи екип от центъра на USGS в Менло Парк, Калифорния, за да се създаде първата геоложка карта на Луната, използвайки фотографски снимки на Франсис Пийс. Той е виден участник в мисиите на Лунния рейнджър до Луната, присъединявайки се към телевизионния екип на Харолд Юри и Джерард Кайпер, който се превръща в подготвителна мисия за бъдещото кацане с екипаж. По-късно Шумейкър е избран за главен изследовател на телевизионния експеримент на програмата Сървейър, а след това и за главен изследовател по лунна геология в мисиите Аполо 11, Аполо 12 и Аполо 13.
Шумейкър участва и в обучението на американските астронавти. Самият той е възможен кандидат за полет на Аполо до Луната и е трябвало да бъде първият геолог, стъпил на Луната, но бива дисквалифициран поради диагностицирана болест на Адисон, заболяване на надбъбречните жлези. Остава на земята и е поканен като телевизионен водещ заедно с Уолтър Кронкайт на живите телевизионни предавания за космическите полети.
Шумейкър прекарва голяма част от по-късните си години в търсене и намиране на няколко незабелязани или неоткрити ударни кратера по целия свят. Той умира на 18 юли 1997 г. по време на такава експедиция при автомобилна катастрофа в Австралия. На 31 юли 1999 г. част от праха му е пренесена на Луната от космическата сонда Lunar Prospector в капсула, проектирана от Каролин Порко. Шумейкър е единственият човек, чиито останки са погребани на някое небесно тяло извън Земята. Опаковката от месингово фолио на мемориалната капсула на Шумейкър е изписана с изображения на кометата Хейл-Боп („последната комета, наблюдавана от семейство Шумейкър заедно“), метеорния кратер Барингер в Аризона и цитат от на „Ромео и Жулиета“ на Уилям Шекспир.
| „     | А като умре, на ситнички парченца разпилей го и той небето ти ще озвезди така, че всичко живо ще се влюби във тебе, дивна нощ, и ще престане да тачи заслепяващото слънце! | “ |
| [ 4 ] | |   |